# Jerzy Skorupa
Jerzy Skorupa (ur. 9 listopada 1926 w Strumieniu, zm. 11 grudnia 1996) – polski piłkarz i trener piłkarski, dwukrotny mistrz Polski.

## Życiorys
W 1949 roku został zawodnikiem Ruchu Chorzów. W barwach tego klubu w latach 1949–1953 rozegrał szesnaście meczów w I lidze, w których strzelił trzy gole. W sezonach 1951 i 1953 zdobył z chorzowskim klubem mistrzostwo Polski.
Po zakończeniu kariery piłkarskiej był między innymi trenerem Warty Zawiercie. W sezonie 1963/1964 piłkarze Warty pod wodzą Skorupy zajęli pierwsze miejsce w III lidze, ale przegrali baraże o awans.